# Emblema d'Itàlia
L'emblema d'Itàlia representa la República Italiana des del 5 de maig del 1948. No és un escut d'armes, ja que no fou dissenyat segons les regles heràldiques tradicionals. Abans el Regne d'Itàlia havia utilitzat l'escut d'armes de la Casa de Savoia (de gules, una creu plena d'argent); els suports de l'escut, un lleó rampant d'or a banda i banda, foren substituïts per fasci littori (literalment 'feixos dels lictors'), durant l'època feixista.
Dissenyat per Paolo Paschetto, professor de l'Institut de Belles Arts de Roma, que va guanyar dos cops el concurs públic organitzat per dotar d'un emblema oficial la nova República, l'escut consta d'una estrella de cinc puntes de color blanc perfilada de vermell (l'anomenat Stellone, una icona del Risorgimento), sobreposada damunt una roda dentada de cinc radis, símbol del treball, envoltada d'una branca d'olivera a la destra (símbol de pau, harmonia i germanor), i una de roure a la sinistra (la força i la dignitat del poble italià), passades en sautor i lligades per baix amb una cinta vermella amb la inscripció REPVBBLICA ITALIANA en lletres majúscules de color blanc.

## Escut de la marina

Escut de la Marina Militare

Des del 1947, la marina de guerra (Marina Militare) utilitza un escut quarterat amb les armes de les antigues Repúbliques Marítimes: el lleó de Sant Marc de Venècia, la creu de gules sobre camper d'argent de Gènova, la creu d'argent sobre camper d'atzur d'Amalfi i la creu d'argent sobre camper de gules de Pisa. L'escut està timbrat per una corona rostrata mural, embellida per proes d'antics vaixells romans.
La marina mercant fa servir el mateix escut però sense la corona i amb el lleó de Sant Marc sostenint l'Evangeli en comptes d'una espasa. Tots dos escuts es col·loquen al centre de la bandera d'Itàlia en els vaixells com a pavelló militar i civil, respectivament.
Les altres forces armades, l'exèrcit de terra i el de l'aire i els carrabiners, tenen també cadascuna els seus escuts respectius.

## Escuts anteriors

Escut del Regne d'Itàlia, versió de 1870
Escut del Regne d'Itàlia, versió de 1890
Escut de la Regia Aeronautica (exèrcit de l'aire) del règim feixista de Mussolini, amb els feixos romans
Escut de la República Social Italiana, o Repubblica di Salò (1944-1945)